# 僧帽筋
僧帽筋（そうぼうきん、英語: trapezius [台形筋]）は、人間の背中の一番表層にある筋肉である。
肩と首の間をさわりながら正面で片手や両手でおもりを持つことにより、僧帽筋が動くことを感じることができる。
僧帽筋の起始は外後頭隆起から正中を下に下りるように、項靱帯、上項線、第七頚椎から第十二胸椎まで続き、停止は鎖骨の外側1/3、肩峰、肩甲骨の肩甲棘である。筋線維は首からの物は下に走り、その後腕の方に向かって横に走る。背中からの物は上に走り、同じように腕の方に向かう。筋繊維が異なった方向に走行しているので、多くの動作が可能になっている。
上方の筋線維は肩甲骨を持ち上げ、中間付近の筋線維は内側に引っ張り、下方の筋線維は下に下げ、上方と下方の筋線維が両方収縮するときは回転させる。
支配神経は副神経であり、知覚は頸神経第三枝、第四枝がつかさどる。

## 和名の由来
英名/ラテン名は「台形」を意味する語に由来し、首、左右の肩、第十二胸椎がつくる四角形から命名されたものである。和名の「僧帽筋」は、「ターヘルアナトミア」(原著、「Anatomische Tabellen」)において、「Cucullaris、[俗名] 僧侶の被り物」と書いてあることに由来すると考えられる。カトリック教会の一派であるカプチン会（フランシスコ会）修道士のフードを被らずに背中に垂らした形であることから来たと考えられる。オランダ語の俗名Monnikskapspierやドイツ語の俗名Kapuzenmuskelと同意である。
ただし、現代ドイツ語では「Mönchskappe」ということばを筋肉の名前としては用いておらず、世界中で学名・俗名として trapeziusが普及している。同系の学術用語「Musculus cucullaris（フッドの筋肉）」は現代では、人体解剖学には用いられていない。

## 画像

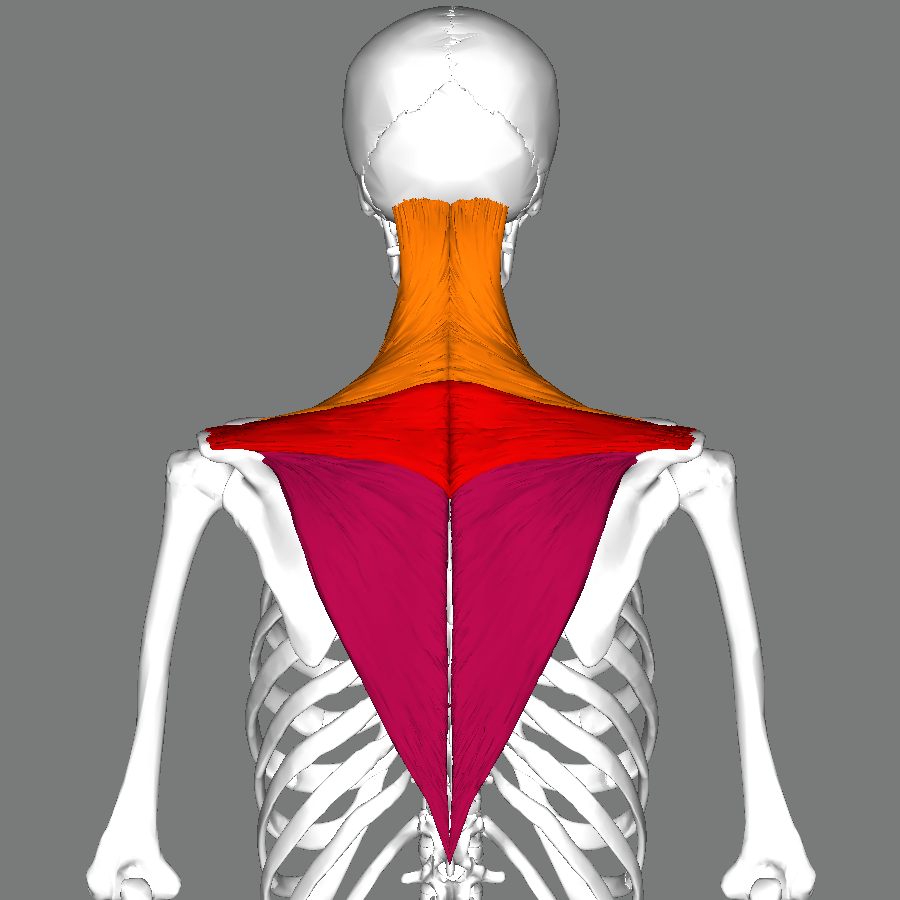
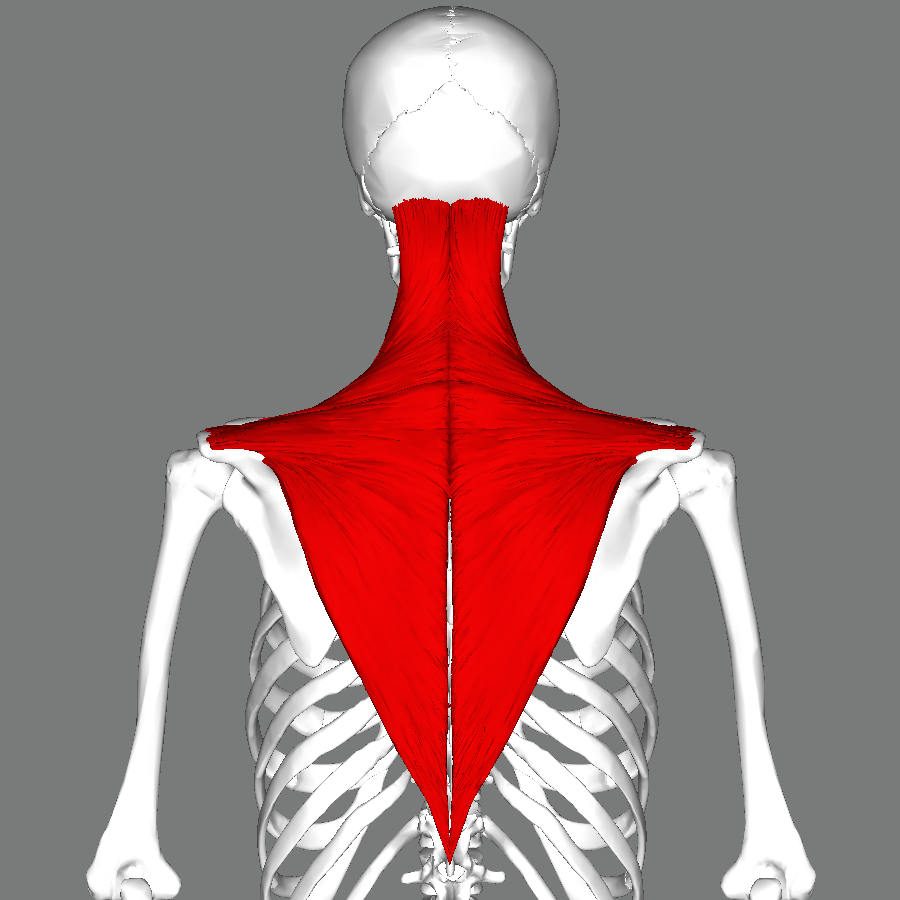
後ろから。
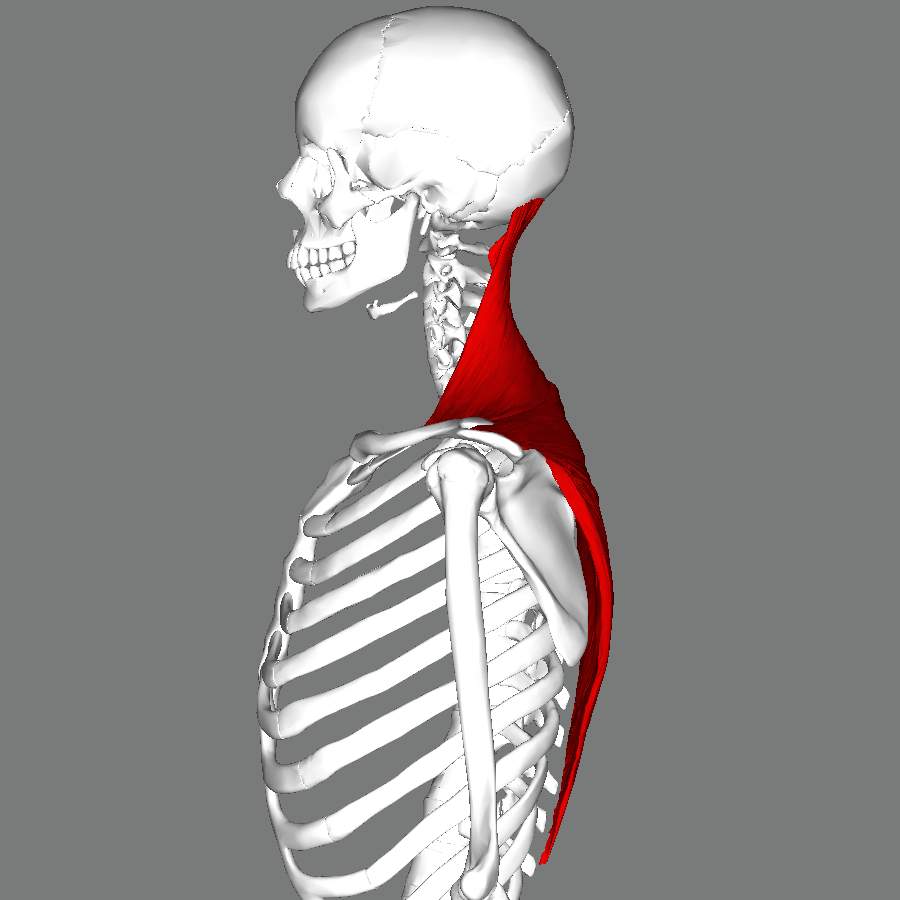
横から。
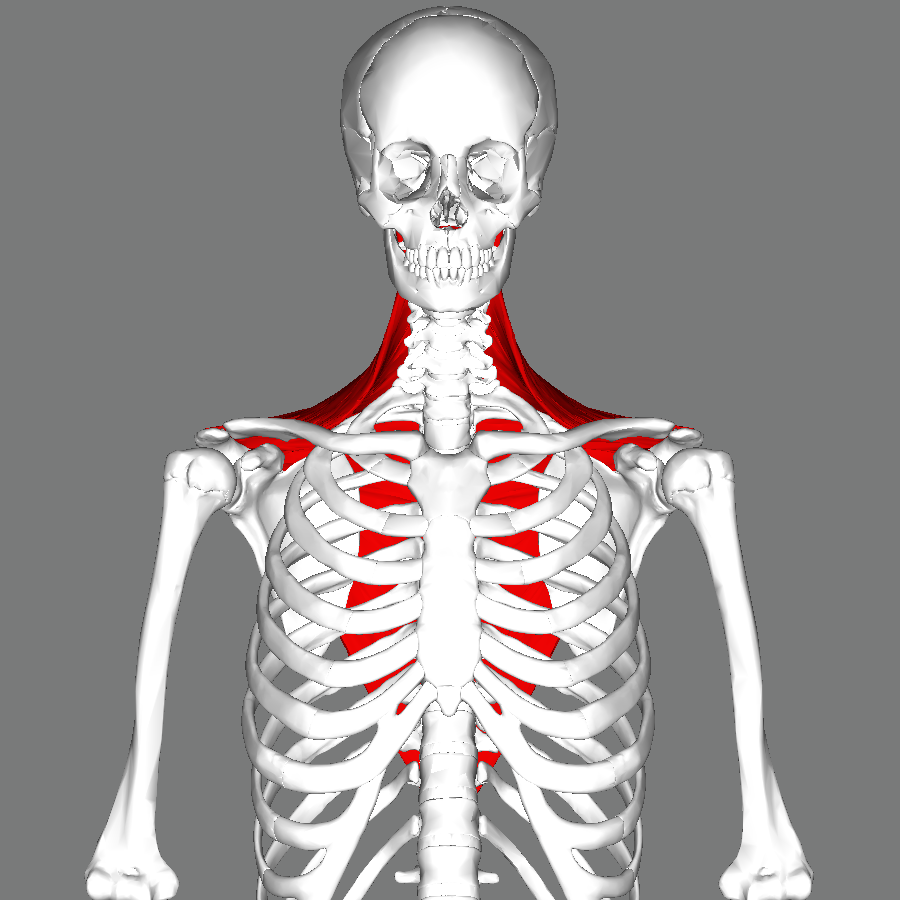
前から。
僧帽筋の位置と部分。  僧帽筋 上部線維  僧帽筋 中部線維  僧帽筋 下部線維
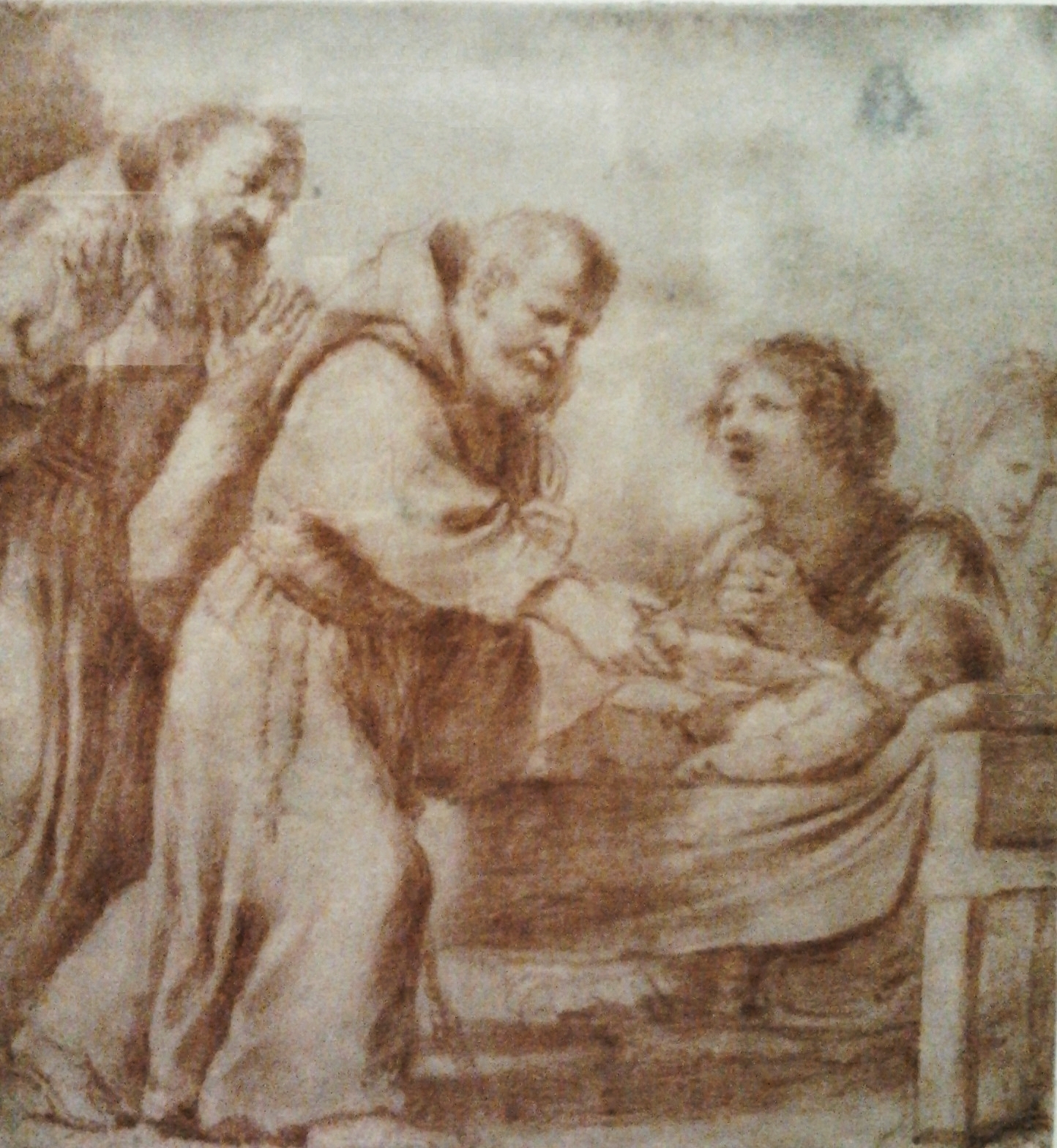
カプチーノ修道会の修道士の頭巾（僧帽）の例。「死んだ子どもを蘇らすカンタリーチェの聖フェリックス」。